# Palena (Italie)
Pour les articles homonymes, voir Palena.
Palena est une commune de la province de Chieti dans la région Abruzzes en Italie.

## Administration
| Période                                  | Période  | Identité         | Étiquette       | Qualité |
| ---------------------------------------- | -------- | ---------------- | --------------- | ------- |
| 5 avril 2005                             | En cours | Domenico Parente | Centro-Sinistra |         |
| Les données manquantes sont à compléter. |          |                  |                 |         |

### Hameaux
Aia dei Cordoni, Palena Stazione

### Communes limitrophes
Ateleta (AQ), Campo di Giove (AQ), Cansano (AQ), Gamberale, Lettopalena, Montenerodomo, Pacentro (AQ), Pescocostanzo (AQ), Taranta Peligna